# 12月にはジャズを聴く
『12月にはジャズを聴く』（じゅうにがつにはジャズをきく）は、聖千秋による日本の短編漫画作品。

## 12月にはジャズを聴く
『別冊マーガレット』（集英社）1983年 掲載

### あらすじ
喧嘩が強く、気が強い小百合は、わりと映画の別れのシーンに憧れを抱いていた。自分とは対照的な貧弱の彼氏・裕英とつきあって2年経つが、ケンカ別れし、そのまま別れてしまう…。

### 登場人物
小百合
主人公。喧嘩が強く、貧弱な彼氏・裕英とは正反対。裕英の女癖の悪さを指摘していると、そのまま喧嘩して別れてしまう。
それから1年、かなりすれた女になり片っぱしから男前に告白するが失敗に終わる。
そんな時、裕英の弟・克也に告白されるが、克也と裕英の会話を聞いていて、裕英の別れた理由はひ弱で十分に自分を守ってやれない不甲斐なさから別れを告げたことを知る。
裕英
小百合の元彼氏。喧嘩が弱く、貧弱。小百合に守ってもらっている。顔は、男前で女の子からモテるが長く付き合いはしない。
弱いことがコンプレックスで小百合に別れを告げるが、別れた後も自分自身が未練でいっぱいで小百合が他の男と付き合わないように小百合が目を付けそうな男に可愛い彼女を紹介しまくったと語っている。
小百合が自分を好きかを試すために、雪が降る中陸上部で走るが…。
克也
裕英の弟。陸上部に所属。小百合が好き。裕英が、小百合に未練を持っているのを知っていたため、カマをかけたと考えられる。
よーこ
裕英が小百合と別れた直後に付き合った彼女。

## だからあなたを愛してる
『別冊マーガレット』1984年2月号 掲載

### あらすじ
東京の大学を受験し、失敗した斎藤月見は家に戻ろうとしていた。だがそんな時、手違いで家が牧場の草介という男性の嫁候補になってしまう…。

### 登場人物
斎藤月見
愛称「ダンゴ」。東京の大学を受験するが、失敗。何かの手違いで牧場の嫁候補になってしまう。
兄と二人暮らしで両親は外国に転勤中。味噌汁を、作る際に砂糖を入れてしまうなど、家庭的なことは苦手な様子。
草介が好きで亜子と付き合っていたというのを知りショックを受ける。
草介
牧場の息子。男前。月見と最終的に恋に落ちる。
亜子
草介の元(?)彼女。美形。妙に、月見を敵対視する。
兄貴
月見の兄。男前。家には、必ず女を入れている。

## NIN NIKIにんじん物語
『別冊マーガレット』1983年11月号 掲載

### あらすじ
大学2年生の小早川式子は、弓道部。付き合っていた男と別れてから現在まで男っ気がなかった。だが、ある日元彼氏と再会し…!?

### 登場人物
小早川式子
大学2年。20歳。弓道部所属。中学時代、イケメンの真樹という男性と付き合っていたが、男の軽さにうんざりし、現在まで男っ気がなかった。
だがある日、次郎丸という元彼氏・真樹の飼い犬に服を噛まれ、そこから、次郎丸を飼えと言われる（どういう意味かわからないが）。そこから、また真樹との妙な付き合いが始まってしまう。
真樹
式子の元彼。人参嫌い。イケメンで女子に優しくするとすぐ、勘違いされてしまう。式子と別れる結果になってしまったものの、嫌いではなかった。次郎丸の飼い主。フランスが、田舎。
秀子
式子の友達。
次郎丸
真樹の飼い犬。
利世子
真樹の恋人らしき人。